# Johann Baptist Müller (Politiker, 1827)
Johann Baptist Müller (* 10. Juni 1827 in Staffelstein, Oberfranken; † 28. September 1893 ebenda) war ein deutscher Kaufmann und ein liberaler Kommunal- und Landespolitiker. 
Johann Baptist Müller war der Sohn eines Spezereiwarenhändlers. Er machte sich ebenfalls in seinem Heimatort als Kaufmann selbständig. In seiner Jugend gehörte er 1848 zu den Mitunterzeichnern der so genannten „Staffelsteiner Adresse“, in der die „Märzforderungen“ mit einer ausdrücklich linksliberalen Sichtweise unterstützt wurden. Ab 1868 übernahm er den Vorsitz bei der gerade gegründeten „Städtischen Sparkasse“. Im Folgejahr wurde er Bürgermeister im Ort, ein Amt, das er bis zu seinem Tode innehatte. In seiner Amtszeit sorgte er für die Verlegung von Leitungen zur Wasserver- und Entsorgung im Ort. Er förderte auch besonders den Obstanbau und beförderte durch den Bau befestigter Straßen auch die Verbesserung der Verkehrsinfrastruktur.
1881 wurde er im Wahlkreis Kulmbach als Abgeordneter in die Abgeordnetenkammer der bayerischen Ständeversammlung gewählt. Er gehörte in der 15. Wahlperiode (1881–1887) dem 29. (1881–1882) und dem 30. (1883–1886) Landtag an. Dort nahm er als Mitglied an der Arbeit in den Ausschüssen zur Beratung des Antrages des Abg. Frhr. v. Soden zur Errichtung einer Mobiliarbrandversicherungsanstalt (14. Dezember 1885) und zur Beratung des Gesetzentwurfes über die Landeskultur-Rentenanstalt (23. November 1883) teil. Politisch vertrat er liberale Ansichten.